# Ladoga (Indiana)
Ladoga es un pueblo ubicado en el condado de Montgomery en el estado estadounidense de Indiana. En el Censo de 2010 tenía una población de 985 habitantes y una densidad poblacional de 701,68 personas por km².

## Geografía
Ladoga se encuentra ubicado en las coordenadas 39°55′00″N 86°47′57″O / 39.91667, -86.79917. Según la Oficina del Censo de los Estados Unidos, Ladoga tiene una superficie total de 1.4 km², de la cual 1.4 km² corresponden a tierra firme y (0%) 0 km² es agua.

## Demografía
Según el censo de 2010, había 985 personas residiendo en Ladoga. La densidad de población era de 701,68 hab./km². De los 985 habitantes, Ladoga estaba compuesto por el 98.38% blancos, el 0.1% eran afroamericanos, el 0% eran amerindios, el 0.3% eran asiáticos, el 0% eran isleños del Pacífico, el 0.3% eran de otras razas y el 0.91% pertenecían a dos o más razas. Del total de la población el 1.02% eran hispanos o latinos de cualquier raza.